# Korona Wysp Owczych
Korona Wysp Owczych – waluta obowiązująca razem z koroną duńską na Wyspach Owczych. Emitowane są tylko banknoty.
Korony Wysp Owczych nie są przyjmowane w Danii. Można je wymieniać na korony duńskie w stosunku 1:1.

## Historia
Kiedy wojska niemieckie okupowały Danię 9 kwietnia 1940, korona duńska została wykorzystana na Wyspach Owczych. Niemniej jednak, wszystkie wymiany Wysp Owczych i Danii wstrzymano w wyniku okupacji, pozwalając  jednej walucie rozwijać się na dwóch rynkach, niezależnie od siebie. W dniu 31 maja 1940 r. wprowadzone zostały specjalne banknoty Wysp Owczych. Składały się one z duńskiej waluty ze specjalną pieczęcią. Banknoty te zastąpiły niepodstemplowane duńskie w wartości nominalnej.
Od 14 października 1940, nowe banknoty były drukowane "w imieniu Narodowego Banku Danii". Wartość tych banknotów była taka sama jak tych, które były  już w użyciu. W dniu 18 grudnia 1940 waluta centralna została ustalona w celu kontrolowania handlu zagranicznego i ubezpieczenia wypłacalności Wysp Owczych. Walutą zarządzała komisja składająca się z dziewięciu członków, przewodniczącego i przedstawiciela Farerskiego Exportu Ryb, jednego przedstawiciela Farerskiej Unii Handlowców oraz przedstawiciela banku Føroya Banki i banku oszczędnościowego Føroya Sparikassi jak również czterech przedstawicieli  Løgting.
18 grudnia w 1940 korona farerska została przeliczona na walutę brytyjską. Oceniono wartość korony na 0.04 funta brytyjskiego. Owo przeliczenie zostało oficjalnie zaakceptowane w traktacie zatytułowanym  “Agreement between His Britannic Majesty's Government and the Administration of the Faroe Islands, for Regulating the Financial Relations between the United Kingdom and the Faroe Islands” („Umowa między rządem Jego Królewskiej mości a administracją Wysp Owczych regulująca stosunki finansowe pomiędzy Zjednoczonym Królestwem i Wyspami Owczymi”). Traktat wszedł w życie 27 marca 1941 roku. W tym samym czasie Komisja Waluty Wysp Owczych zredukowała się do tylko trzech członków: jednego reprezentanta Rządu Brytyjskiego, przedstawiciela Danii i parlamentu Lagting.
Również w 1941 roku w Londynie zostały wybite monety do użytku na wyspach. Z dniem 12 kwietnia korona farerska została oddzielona od funta brytyjskiego i przystosowana do korony duńskiej. To rozwiązanie nadal jest w mocy. Choć pieniądz został wydany w imieniu Narodowego Banku Danii, nie rości on sobie żadnych praw do banknotów wydanych przed rokiem 1951.
Na początku sierpnia 2009 Wyspy Owcze zaczęły przygotowywać się do wprowadzenia euro.
Wymienianie korony farerskiej na duńską i odwrotnie jest wolne od prowizji. Choć normalne duńskie banknoty nie są już przeznaczane jako prawny środek płatniczy na wyspach, są akceptowane we większości sytuacji.  W Danii natomiast płatność koroną farerską jest słabo znana, szczególnie, że wszystkie banki mogą wymieniać ją bez opłat. Więc niewiele duńskich sklepów akceptuje płatność walutą farerską. Ludzie podróżujący z wysp do Danii zazwyczaj wymieniają swoją gotówkę, by zapobiec ewentualnym komplikacjom.
Wyspy Owcze standardowo korzystają ze standardowych monet duńskich, ale w regionie tymczasem dochodzi do niedoboru drobnej waluty, co powoduje nietypowe problemy.

## Znaki pieniężne

### Monety
Podczas drugiej połowy dziewiętnastego wieku obywatel Niemiec C.F. Siemsen zarządzający firmami zarówno na Islandii jak i na Wyspach wydał swoje własne prywatne monety. Były one z mosiądzu, na jednej jego stronie znajdowały się inicjały przedsiębiorcy, a na drugiej nominał. Ze względu na niedobór waluty w latach 1929-33 dwóch innych handlowców wydało własne monety J.F. Kjølbro w Klaksvík i S.P. Petersens Eftf w Fuglafjørður. Monety Kjølbro wykonane były z aluminium o nominałach 10, 25, 50 øre oraz 1, 2, 5, 10 koron. Natomiast Petersens Eftf użył mosiądzu a jego monety warte były 10, 25 øre oraz 1, 2, 5 koron.
W czasie drugiej wojny światowej Wyspy Owcze były oddzielone od Danii. Były zajęte przez Wielką Brytanię. W 1941 zestaw monet (1, 2, 10, 25, 50) został wybity w Londynie w celu zaspokojenia niedoboru monet. Wyglądały one z pozoru identycznie jak te przedwojenne, ale łatwe do rozróżnienia, ponieważ zrobione były ze stopu innych metali. W dodatku na angielskich brakowało znaku Duńskiej Mennicy Królewskiej (małego serca) oraz inicjałów grawera i kapitana mennicy w Kopenhadze.

### Banknoty
W roku 1940 duńskie 5, 20, 50, 100 i 500- koronowe banknoty zostały ostemplowane „Kun Gyldig paa Færøerne, Færø Amt, Juni 1940” (Jedyna ważna na Wyspach Owczych waluta, obszar farerski, czerwiec 1940). Rok później Færø Amt wydała następne banknoty o wartości 1, 5, 10 i 100 koron. Od 1951 banknoty emituje się banknoty w języku farerskim. Produkcja banknotu jednokoronowego nie była kontynuowana. W roku 1967 wprowadzono 50 koronówki, w 1978 banknoty o nominałach 500 i 1000, a w 1986 wprowadzono o 20, w 2003 natomiast – 200.
Pomiędzy rokiem 2001 a 2005 w obieg została wypuszczona nowa seria banknotów ze specjalnymi zabezpieczeniami o nominałach 50, 100, 200, 500 i 1000.
Awers banknotu 50 koronowego przedstawia barani róg. Rewers natomiast wzgórze we wiosce Sumba, na którym pasą się owce. Oba rysunki są ze sobą więc powiązane.
Na awersie banknotu 100 koronowego znajduje wklęsły wizerunek dorsza. Rewers to widok na Klaksvík, jeden z najważniejszych portów rybackich na Wyspach Owczych.
Awers banknotu 200 koronowego – często spotykana na Wyspach Owczych ćma niesobka chmielanka. Rewers- krajobraz malowniczej, nie zamieszkałej wysepki Tindhólmur.
Awers banknotu 500 koronowego – krab na brzegu morza, rewers – miejscowość Hvannasund.
Awers banknotu 1000 – biegus w locie, rewers – wyspa Sandoy.